# Alessandra Smerilli
Alessandra Smerilli FMA (Vasto, Abruzzo, 14 de novembro de 1974) é uma economista italiana, Irmã Católica de Dom Bosco e funcionária da Cúria.
Alessandra Smerilli, depois de se formar no Liceo Scientifico R. Mattioli de Vasto, ingressou na Congregação das Irmãs de Dom Bosco em 1997 e estudou economia com especialização em economia política na Faculdade de Economia da Universidade La Sapienza de Roma. De 2001 a 2006 completou o doutorado em “Economia Política” na Faculdade de Economia da Universidade de La Sapienza. Em 2014, concluiu o doutoramento em economia na Escola de Economia da Universidade de East Anglia em Norwich, Reino Unido.
É professora de Economia Política e Estatística na Pontifícia Universidade Auxilium e membro do Conselho Diretor da Universidade. Na Universidade Pontifícia Salesiana leciona economia, ética e finanças na Faculdade de Letras e no programa de mestrado em Economia Civil e Sem Fins Lucrativos da Universidade de Milão-Bicocca.
É membro desde 2008 e secretária desde 2013 da Comissão Científica e Organizativa das Semanas Sociais Católicas, patrocinada pela Conferência Episcopal Italiana. É membro da comissão de ética do consórcio CHARIS e membro da comissão de ética da BANCA ETICA e membro fundador da SEC (Scuola di Economia Civile).
Em 2019, o Papa Francisco nomeou-a conselheira da Secretaria Geral do Sínodo dos Bispos e do Conselho Económico da Secretaria de Estado da Santa Sé. Alessandra Smerilli coordena as atividades da Comissão Anti-Covid-19 do Vaticano com economistas externos, empresários e empresas de consultoria para uma economia global mais sustentável após as consequências da pandemia Corona. Ela foi nomeada pela Ministra da Igualdade e da Família da Itália, Elena Bonetti, para uma comissão consultiva composta inteiramente por mulheres que trata da igualdade de oportunidades para as mulheres no contexto da pandemia corona.
Em 2021, ela foi premiada com a Ordem da Estrela da Itália (Oficial) da República Italiana por suas “conquistas acadêmicas, bem como por seu compromisso com os princípios éticos nos negócios e nas finanças”.
Em 24 de março de 2021, o Papa Francisco a nomeou subsecretária do Dicastério para o Desenvolvimento Integral do Homem para a área de “Fé e Desenvolvimento” e em 26 de agosto de 2021 como secretária interina do Dicastério e delegada para a Comissão Covid-19 do Vaticano. Em 23 de abril de 2022, o Papa Francisco confirmou a sua nomeação como Secretária do Dicastério.